# تراموا تولوز
تراموا تولوز (فرانسوی: Tramway de Toulouse‎) سیستم تراموا در تولوز، فرانسه است.
این تراموا که در ۲۰۱۰ تأسیس شده دارای ۲ خط، ۲۷ ایستگاه و ۱۷٫۴ کیلومتر طول است.